# Leo Lippmann

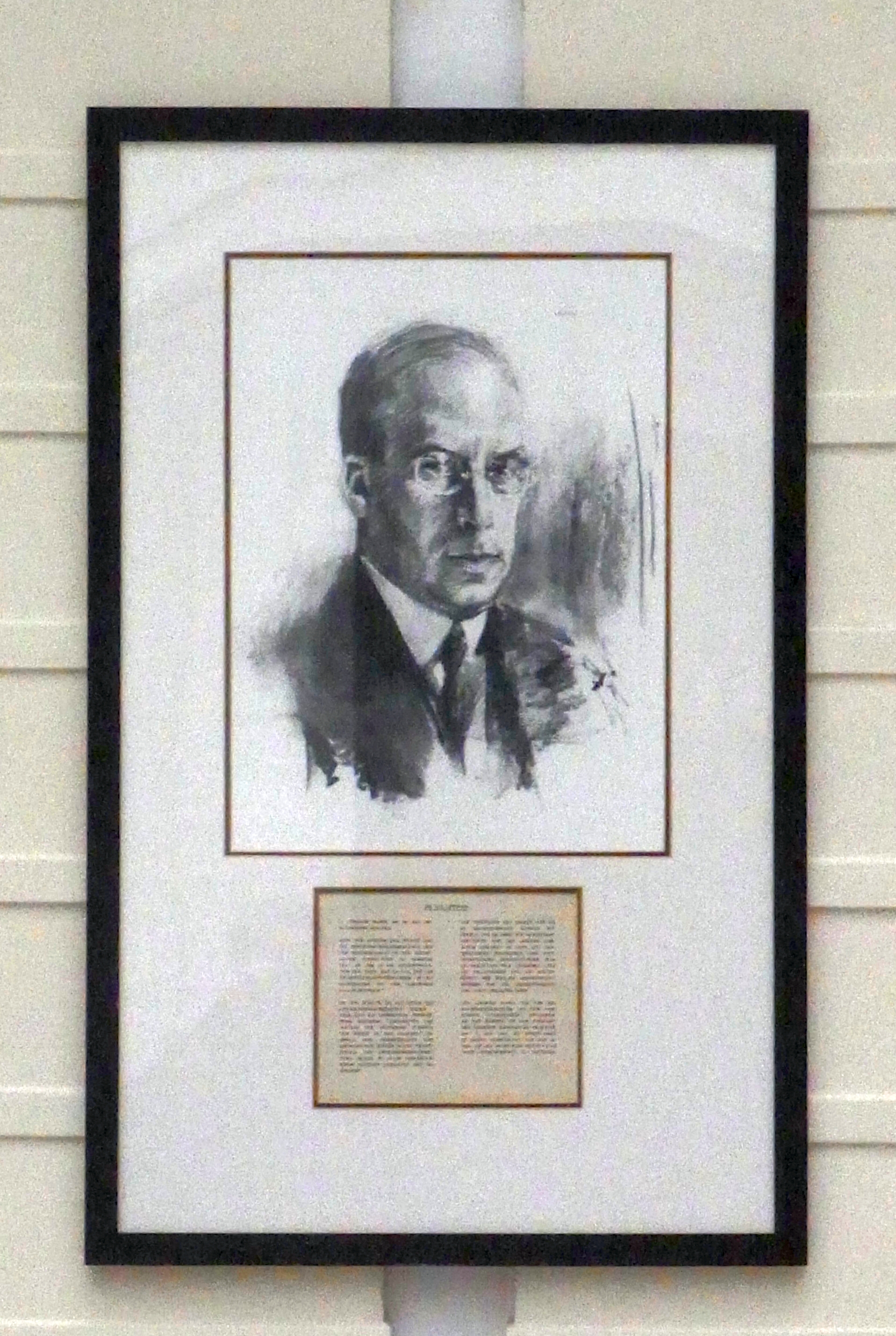
Bildnis von Leo Lippmann in der Finanzbehörde

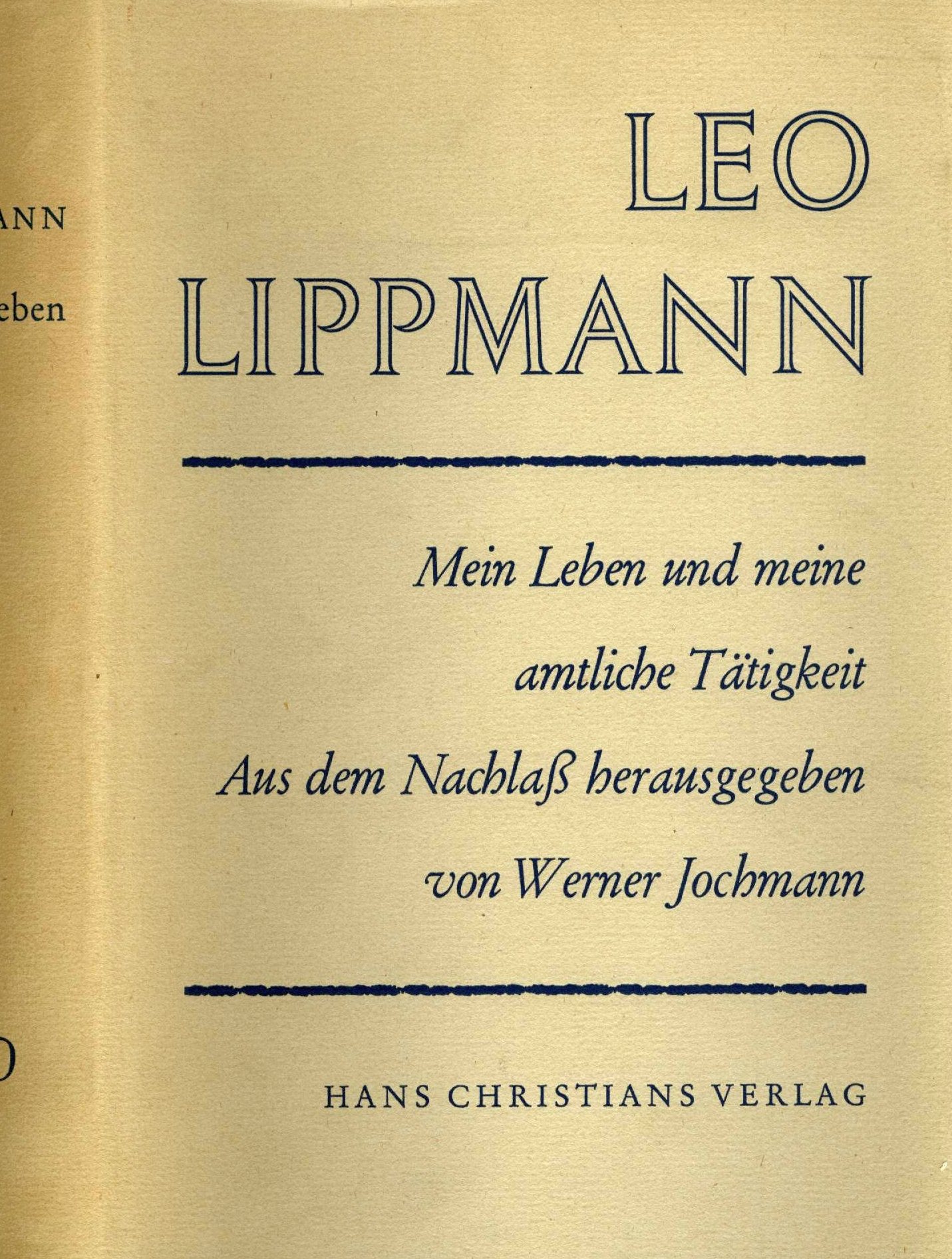
Die Memoiren von Leo Lippmann

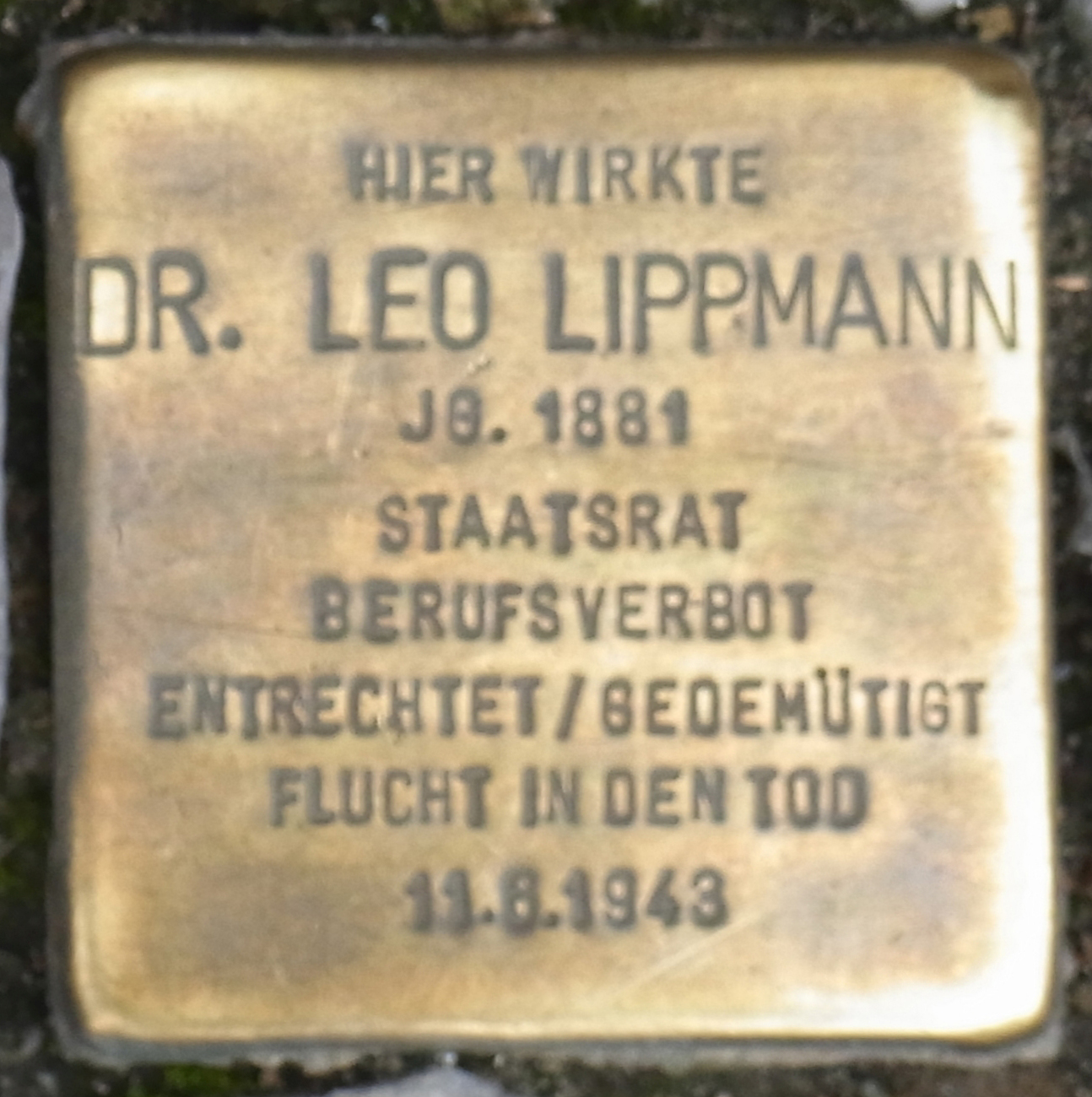
Stolperstein für Leo Lippmann vor der Finanzbehörde

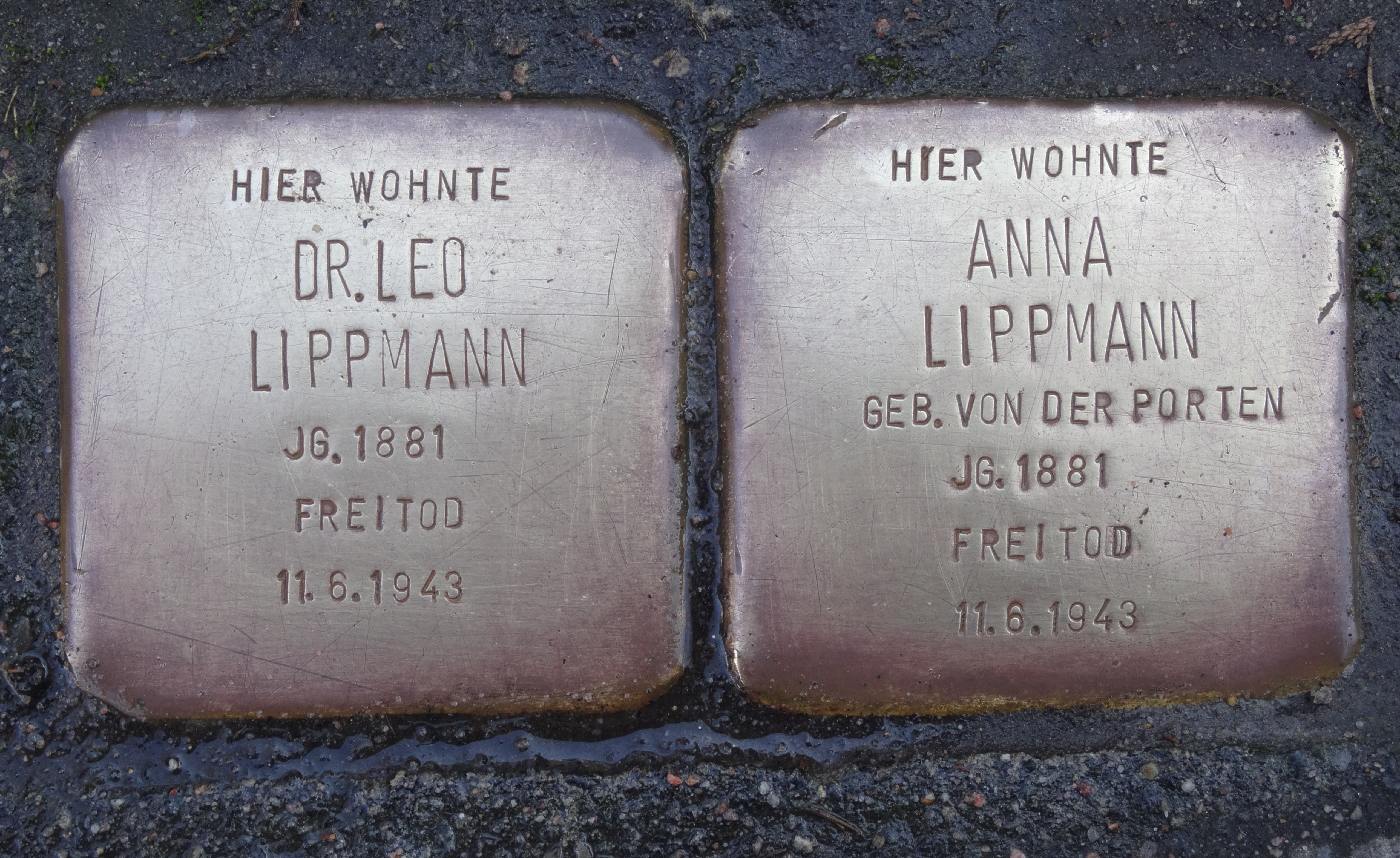
Stolpersteine für Anna und Leo Lippmann vor ihrem Wohnhaus in der Böttgerstraße 5

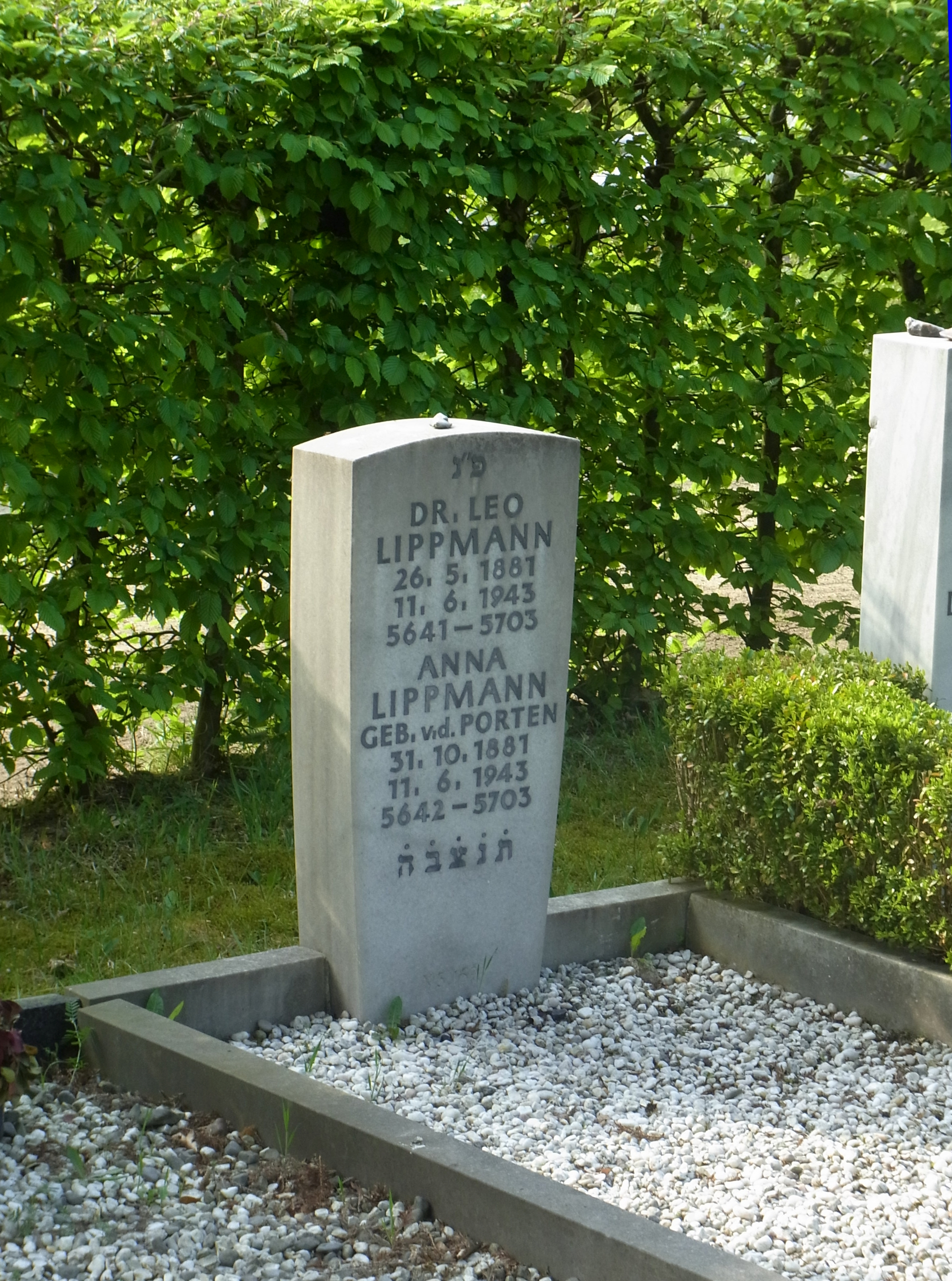
Der Grabstein von Anna und Leo Lippmann auf dem jüdischen Friedhof Ilandkoppel

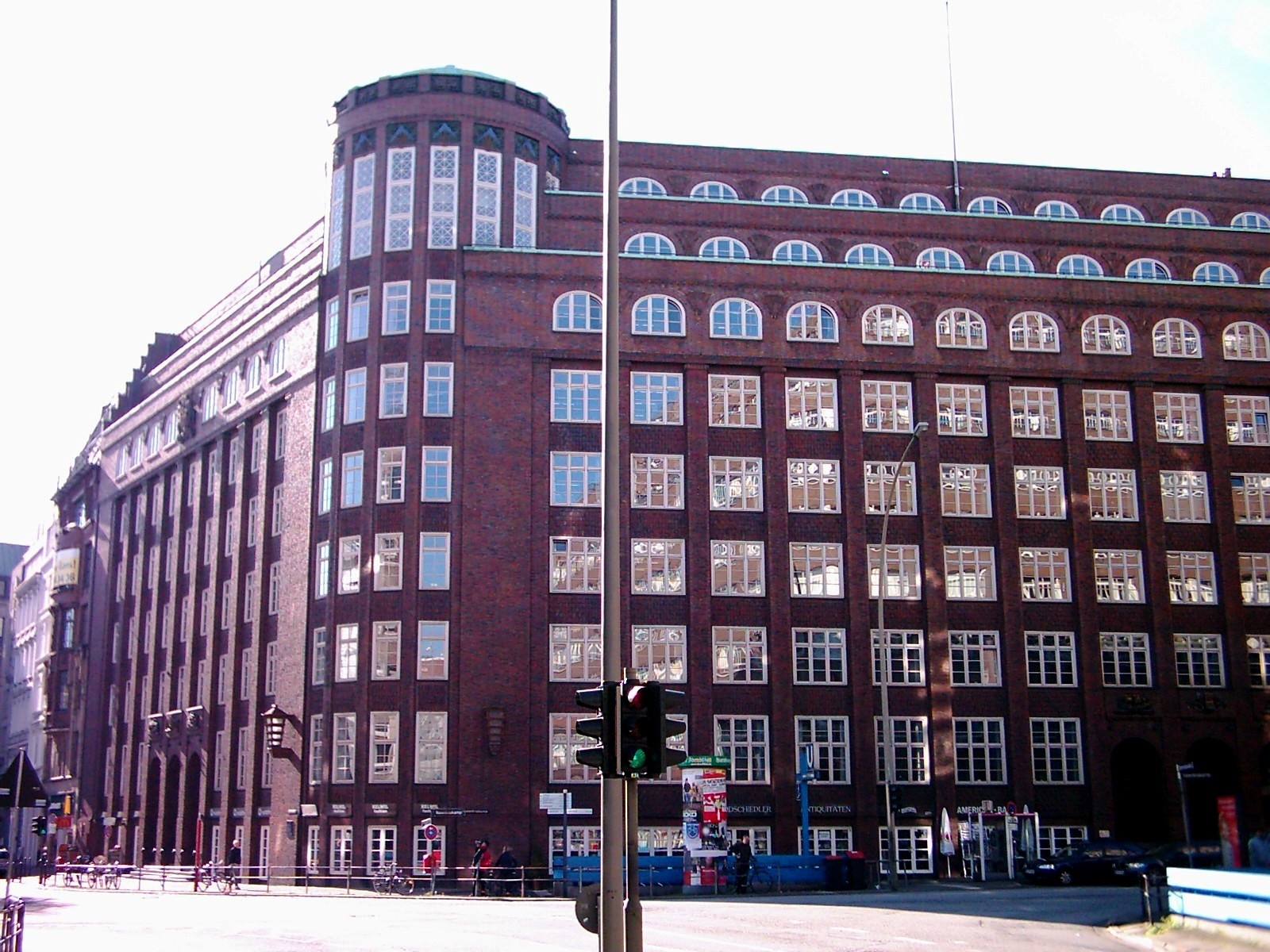
Die Finanzbehörde

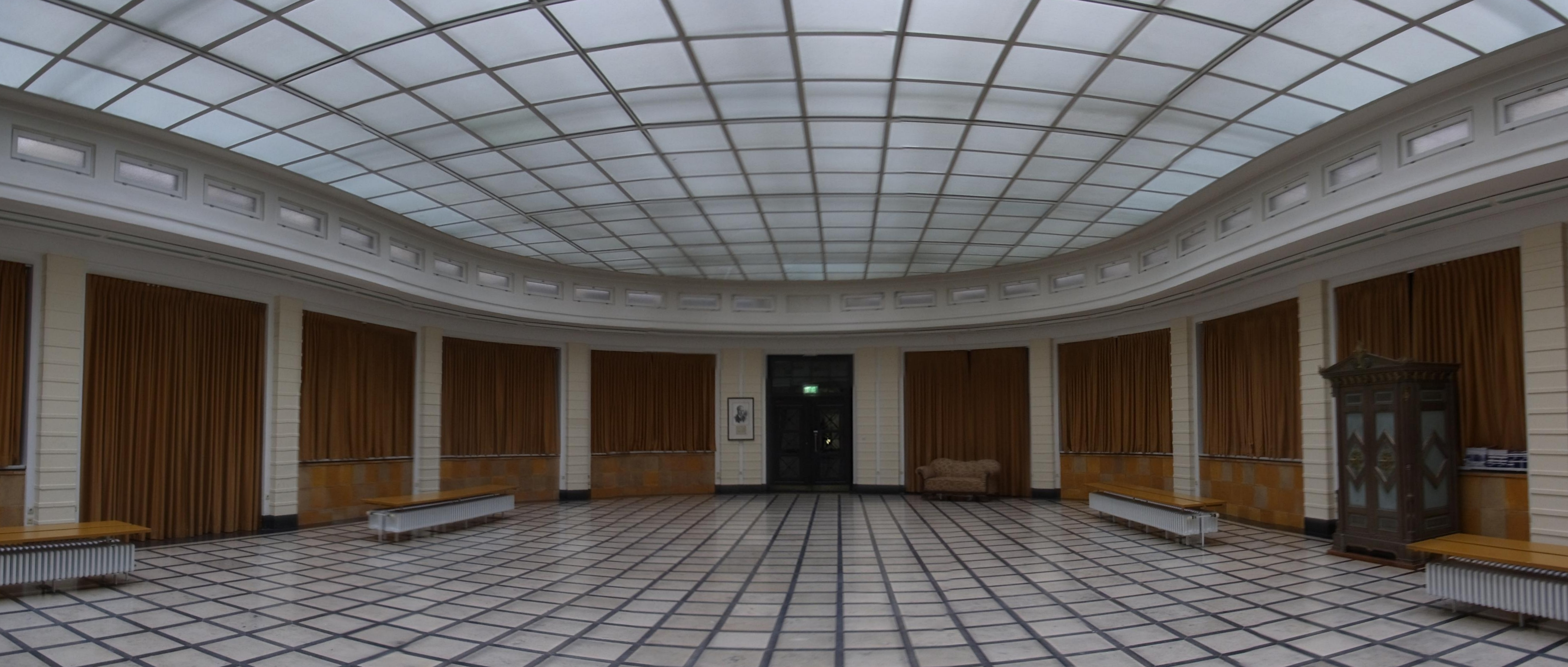
Die 1993 nach Leo Lippmann umbenannte ehem. Kassenhalle

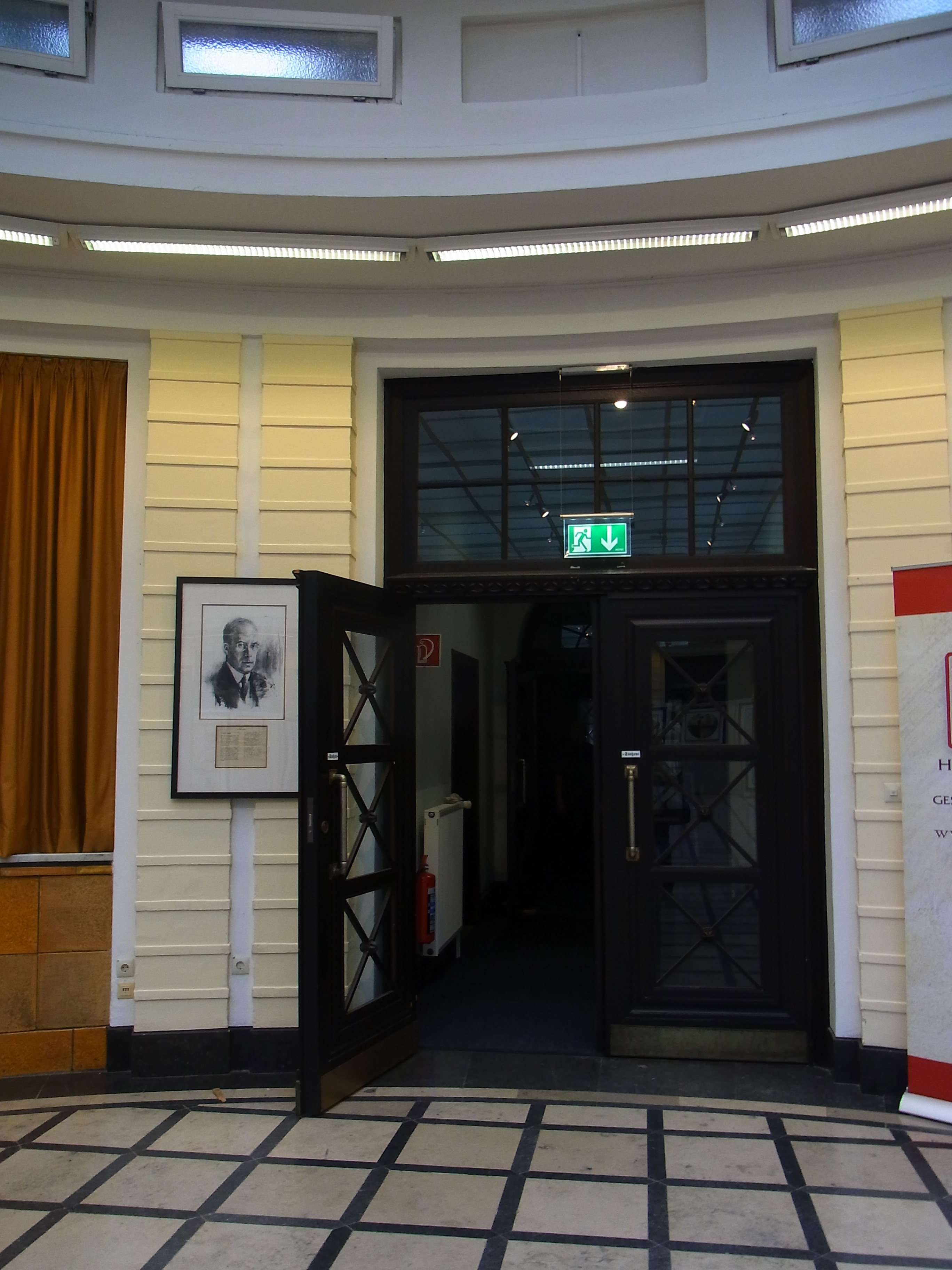
Eingang zum Leo Lippmann-Saal

Leo Lippmann (* 26. Mai 1881 in Hamburg; † 11. Juni 1943 ebenda) war ein Hamburger Jurist und Staatsrat in der Finanzbehörde. Er erwarb sich während der Zeit der Weimarer Republik große Verdienste um die Hamburger Finanzen. Lippmann wurde im März 1933 ohne gesetzliche Grundlage beurlaubt und im April 1933 aufgrund des Gesetzes zur Wiederherstellung des Berufsbeamtentums aus dem Staatsdienst entlassen. Seit 1935 war er im Vorstand der jüdischen Gemeinde tätig. Nachdem er erfahren hatte, dass seine Deportation in das Ghetto Theresienstadt kurz bevorstehe, und als am 10. Juni 1943 die jüdischen Gemeinden im Deutschen Reich durch das Nazi-Regime aufgelöst worden waren, nahm er sich in der Nacht auf den 11. Juni 1943 zusammen mit seiner Frau Anna Josephine mit einem Schlafmittel das Leben, ein bewusster und lang geplanter Schritt, den er seinen Freunden und Verwandten mitgeteilt hatte. Er bestimmte in einem Abschiedsbrief, dass er in Ohlsdorf eingeäschert und auf dem Familiengrab seiner Schwiegereltern nördlich der Cordesallee (Lage P19) beigesetzt wird. Im Jahr 1984 wurden die beiden Urnen von Anna und Leo Lippmann umgebettet zum benachbarten Jüdischen Friedhof Ohlsdorf-Ilandkoppel (Feld N3).

## Leben und Wirken
Leo Lippmann stammte aus einem wohlhabenden Elternhaus und verbrachte seine Kindheit und Jugend in Hamburg. Er hatte zwei Brüder, Franz und Arthur. Sein Vater, Joseph Bär Lippmann, war zeitweilig Vorsitzender des reformorientierten Israelitischen Tempelverbandes. Leo Lippmann hingegen verfügte nur über geringe Kenntnisse der hebräischen Sprache, wenig Wissen um die jüdische Überlieferungsgeschichte und stand dem jüdischen Glauben innerlich fern. Ein Konvertieren lehnte er aber zeitlebens ab.
Leo Lippmann ging auf das Johanneum, welches er 1899 erfolgreich mit dem Abitur abschloss. Im selben Jahr immatrikulierte er sich in München für Rechtswissenschaften. Nach Stationen in Berlin und Kiel schloss er sein Studium erfolgreich in Jena mit der Promotion ab. Von 1903 bis 1906 folgte die Referendariatszeit in Hamburg. Am 10. Oktober 1906 wurde Lippmann auf besonderen Wunsch von Bürgermeister Johann Georg Mönckeberg in einem neu eingerichteten Referat in der Finanzdeputation eingestellt. Mönckeberg versicherte dem zögernden Lippmann, „in Hamburg werde der Mensch nur nach Leistung und Verdienst, niemals jedoch nach Abstammung beurteilt.“ Lippmann wurde 1909 zum Regierungsrat befördert wurde. Er war bis zum Ausbruch des Ersten Weltkriegs vor allem für Enteignungen von Grundstücken für den Bau der U-Bahn zuständig.
Während des Krieges wurde Lippmann in die Kriegsversorgungs-Kommission berufen, die ab 1916 zum Kriegsversorgungsamt wurde. Er war dort der höchste Beamte und leitete das Amt. Diese Einrichtungen koordinierten die gesamte Lebensmittelversorgung Hamburgs während des Krieges. Lippmann arbeitete dort vor allem unter Senator Arnold Diestel, der ihn in den nächsten Jahren sehr förderte. Lippmann lernte aber während seiner Tätigkeit im Kriegsversorgungsamt auch andere Hamburger Politiker kennen, die zukünftig eine wichtige Rolle spielen sollten, unter anderen den Senator Justus Strandes, die damaligen Bürgerschaftsabgeordneten Carl Wilhelm Petersen, Emil Krause sowie den Gewerkschaftsfunktionär Karl Hense. Diese nach der Novemberrevolution einflussreichen Politiker ermöglichten es Lippmann, seine Karriere fortzusetzen.
Nach dem Krieg wurde Lippman im Juni 1919 zum Oberregierungsrat ernannt und am 12. März 1920 zum Senatsekretär erwählt und gehörte dem Senat als nicht stimmberechtigtes Mitglied an (→Hamburger Senat 1919–1933). Lippmann ist der erste nicht zum Christentum übergetretene und ungetaufte Jude, der dieses Amt erlangte, und der bislang einzige. Mit der neuen Hamburger Verfassung vom 7. Januar 1921 wurde der Titel Senatsekretär abgeschafft. Lippmann selbst wurde am 24. Juni 1920 Staatsrat; dieses Amt hatte er bis zu seiner Entlassung 1933 inne. Lippmann war vor allem zu verdanken, dass die Hamburger Finanzen während der Weltwirtschaftskrise nicht vollends zusammenbrachen; er führte auch die Finanzverhandlungen im Reichsrat. Lippmann hatte die Aufsicht über die Oper und galt als „leidenschaftlicher Förderer“ aller zehn Hamburger Bühnen.

Am 14. März 1933, sechs Tage nach dem Machtwechsel, ließ der nationalsozialistischen Bürgermeister Carl Vincent Krogmann ihm mitteilen, er sehe es als untragbar an, dass ein Jude ein hohes Staatsamt innehabe, und erwarte Lippmanns Urlaubsgesuch. Lippman folgte dieser Aufforderung, verwies dabei auf seine 26-jährige Dienstzeit und betonte, er habe sein Amt nicht aus politischen Gründen erhalten. Am 24. Juni 1933 erfuhr er aus der Zeitung, dass er am Vortag aufgrund des Gesetzes zur Wiederherstellung des Berufsbeamtentums vom 7. April 1933 entlassen worden war. Lippmanns Bericht dazu offenbart seine verhängnisvolle Fehleinschätzung, als er vor der „Machtergreifung“ den Zusicherungen prominenter Nationalsozialisten glaubte und mit ihnen vertrauensvoll zusammenarbeitete:

„Bei der Schilderung meiner Entlassung aus dem Staatsdienst, die nur deshalb erfolgte, weil ich Jude bin, und die auch nur so begründet wurde, habe ich dargelegt, wie ich mich früher immer dafür eingesetzt hatte, den Nationalsozialisten in den Hamburger Behörden, insbesondere in der Finanzdeputation, uneingeschränkt Gelegenheit zur Mitarbeit am Staatsleben zu geben. Ich habe erwähnt, wie führende Männer des Nationalsozialismus in Hamburg, insbesondere Ahrens und von Allwöhren, vertrauensvoll mit mir zusammenarbeiteten. […] Dabei haben sie mir ihr und ihrer Partei Vertrauen ausgesprochen und wiederholt erklärt, sie erwarteten meine Bereitwilligkeit, im Amt zu verbleiben […] sie seien überzeugt, ihre Partei werde späterhin ihre Einstellung zur Judenfrage abschwächen.“

Lippmann war ab November 1935 für die Jüdische Gemeinde Hamburg tätig, gehörte deren Vorstand an und übernahm das dortige Finanzressort. Er wurde 1937 zum Stellvertretenden Vorsitzenden der Jüdischen Gemeinde Hamburg gewählt. Nachdem die Gemeinde sich 1938 zum Jüdischen Religionsverband umformen musste, wurde Lippmann in leitender Funktion unter dessen Vorsitzenden Max Plaut tätig. Lippmann lehnte in all der Zeit die ihm gebotenen Möglichkeiten zur Auswanderung ab. Er erlebte die Deportationen der Mehrzahl der Mitglieder seiner Gemeinde. Am 10. Juni 1943 besetzte die Gestapo die Büroräume des Jüdischen Religionsverbandes und teilte ihm seine für den Folgetag geplante Deportation nach Theresienstadt mit. Anschließend nahm er sich, von ihm vorbereitet, zusammen mit seiner Frau Anna Josephine (1881–1943), geborene von Porten, das Leben. In einem Schreiben vom März 1943 wünschte er eine bescheidene Beisetzung und „dass jede jüdisch-religiöse Behandlung der Leichen […] unterbleibt.“
Der Text unter dem Bildnis von Leo Lippmann am Eingang zum Leo Lippmann-Saal fasst zusammen:

„DR. LEO LIPPMANN
L. LIPPMANN WURDE AM  26. MAI 1881 IN HAMBURG GEBOREN.
NACH DEM STUDIUM DER RECHTS- UND DER WIRTSCHAFTSWISSENSCHAFTEN UND DEM REFERENDARIAT IN DER ÖFFENTLICHEN VERWALTUNG IN HAMBURG TRAT DER 1906 IN DIE FINANZDEPUTATION EIN: DORT WAR ER U.A. FÜR DIE GRUNDSTÜCKSVERHANDLUNGEN IM ZUSAMMENHANG MIT DEM U-BAHN-BAU VERANTWORTLICH.

AB 1916 STELLTE ER ALS LEITER DES KRIEGSVERSORGUNGSAMTES SICHER, DASS FÜR DIE HAMBURGER BEVÖLKERUNG GENÜGEND LEBENSMITTEL UND ENERGIE ZUR VERFÜGUNG STANDEN. 1920 WURDE ER ZUM STAATSRAT GEWÄHLT. SEIN UNERMÜDLICHES UND SACHKUNDIGES WIRKEN IN DER FINANZ-, STEUER- UND UNTERNEHMENSVERWALTUNG WURDE IN ALLEN DEMOKRATISCHEN PARTEIEN GESCHÄTZT UND ANERKANNT.

ALS VERTRETER DES SENATS HAT ER IN ÜBERREGIONALEN GREMIEN MIT ERFOLG DIE BELANGE DER HANSESTADT VERTRETEN UND DAS ANSEHEN HAMBURGS GESTÄRKT. IN EINER ZEIT TIEFGREIFENDER POLITISCHER UND WIRTSCHAFTLICHER VERÄNDERUNGEN WAR ES WESENTLICH SEIN VERDIENST, DASS DIE BELASTUNGEN FÜR DIE BÜRGER SOWEIT WIE MÖGLICH ABGESCHWÄCHT WURDEN UND DIE LEBENSFÄHIGKEIT DER STADT ERHALTEN BLIEB.

LEO LIPPMANN WURDE 1933 VON DEN NATIONALSOZIALISTEN AUS DEM HAMBURGER STAATSDIENST ENTLASSEN. AB 1935 GEHÖRTE DER DEM VORSTAND DER JÜDISCHEN GEMEINE AN. ER SCHIED AM 11. JUNI 1943 MIT SEINER FRAU IN SEINER HEIMATSTADT AUS DEM LEBEN, UM DER DROHENDEN DEPORTATION NACH THERESIENSTADT ZU ENTGEHEN.“

## Ehrungen
- Im Jahr 1931 wurde Leo Lippmann anlässlich seines 25-jährigen Dienstjubiläums und seines 50. Geburtstages als der „verdienstvolle höchste Beamte unserer Finanzdeputation“ hoch geehrt (siehe Mein Leben und meine amtliche Tätigkeit. S. 611 f.)
- Der große Saal, die ehemalige „große Kassenhalle“ der Hamburger Finanzbehörde am Gänsemarkt wurde 1993 – in der Amtszeit des Finanzsenator Wolfgang Curilla – umbenannt in Leo-Lippmann-Saal.[15]
- Im Mai 2007 wurde zum Gedenken an Leo Lippmann ein Stolperstein vor der Finanzbehörde am Gänsemarkt verlegt.[16]
  Vor dem (neuen) Haus Böttgerstraße 5 sind für Anna und Leo Lippmann ebenfalls Stolpersteine gesetzt worden.

## Werke
- Lippmann, Leo: Mein Leben und meine amtliche Tätigkeit. Erinnerungen und ein Beitrag zur Finanzgeschichte Hamburgs. Aus dem Nachlass hrsg. von Werner Jochmann, Veröffentlichung des Vereins für Hamburgische Geschichte Bd. IX, Christians Verlag, Hamburg 1964. Enthält eine 15-seitige Einführung von W. Jochmann mit dem Lebenslauf Leo Lippmanns.
- Leo Lippmann, Verschiedene Beiträge in Leo Lippmann: ...dass ich wie ein guter Deutscher empfinde und handele. siehe Abteilung Literatur